# 天徳寺 (東京都港区)
天徳寺（てんとくじ）は、東京都港区にある浄土宗の寺院。

## 概要
1533年（天文2年）、三蓮社縁誉称念によって開山された。元々は紅葉山（現・皇居内）に位置していたが、江戸城拡張工事により霞が関に移転し、1611年（慶長16年）に現在地に移転した。
幕末期の1859年（安政6年）に、ロシア帝国東シベリア総督ムラヴィヨフが日本に来航し、北蝦夷地（サハリン島）の国境画定の談判を当寺で行っている。当寺は関東大震災や空襲に遭っているため、ムラヴィヨフにまつわるものは残っていない。
現在、天徳寺は大規模工事中のため参拝および御朱印の入手はできません。寺院の工期は2027年3月31日完了予定。（2025年6月時点の情報）

## 交通アクセス
- 神谷町駅より徒歩3分。